# TechEyesOnline
TechEyesOnlineは、計測器に関する情報配信を目的とした計測器専門の情報サイトである。

## 概要
TechEyesOnlineは、国内外の大手計測器メーカと協業し、技術者や学生に向けて計測器や計測技術に関する情報配信を行なっているWebサイトである。会員制となっているが、全て無料で利用することができる。非会員でも一部のコンテンツの利用はできるが、会員登録することで全てのコンテンツを利用することができる。スマートフォンでのサイト閲覧にも対応している。TechEyesOnlineの運営は、大手計測器レンタル会社の横河レンタ・リース株式会社が行っている。

## 目的
1. お客さまの“モノづくり”に大きく貢献
計測器を中心とした価値のある製品情報や技術情報の提供により、“モノづくり”を応援
2. 計測・測定に関わるエンジニア一人一人を応援
(1) エンジニアの計測器に対する関心、興味を高めてもらう
(2) 計測器の製品情報や測定技術などを多くのエンジニアに紹介し、課題解決の一助にしてもらう

## 特徴
■計測器検索機能
- 独自の計測器データベースを構築し、国内外の計測器メーカの数千機種以上に上る計測器情報を検索することができる。
- 計測器検索では、スペック絞り込み機能によって所定の条件で機種を絞り込む機能がある。
- 計測器製品ページからカタログやマニュアルなどをダウンロードすることができる。

■技術コラム
- TechEyesと呼ばれる計測と市場動向に関する独自視点の技術情報を配信している。
- 計測基礎や規格に関する技術情報を配信している。
- 計測器メーカの最新製品を中心した取材記事を配信している。記事制作には計測器メーカと協業をしている。

■技術セミナー
- 計測器メーカが主催開催する技術セミナーの情報を収集することができる。
- 計測器メーカのセミナー講師らの取材記事を配信している。

■業界ニュース
- アイティメディア株式会社のWebサイト（MONOist、EE Times Japan、EDN Japanなど）のRSSニュース配信を受け、最新の業界ニュースを提供している。

■ポイントプログラム
- 独自のポイントプログラム（TEOポイント）を構築し、コンテンツの利用量に応じてTEOポイントが貯めることができる。貯まったTEOポイントは、ポイント交換サイトを通じて、大手のポイントプログラムとの交換をすることができる。